# Нерчинский договор
Не́рчинский договор (редко Нерчинский трактат) — мирный договор между Русским царством и Империей Цин, впервые определивший отношения и границу между двумя государствами. Заключён 27 августа (6 сентября) 1689 года у Нерчинска.
Явился итогом «Албазинской войны» — осады маньчжурским войском русской крепости Албазин 1685 и 1686 годов. Подписан русским посольством во главе с Фёдором Головиным и представителями цинского государства во главе с Сонготу. Граница проведена по реке Аргуни и далее по Становому хребту к берегу Охотского моря (восточный участок границы между хребтами Кивун и Тайканский не получил чёткого географического обозначения).
Россия по договору лишалась крепости Албазин, теряла занятое ею Приамурье. Составлен на латинском, маньчжурском и русском языках (подлинник на русском считается утраченным). Прекратил действие с заключения Айгунского (1858) и Пекинского (1860) договоров.

## История

### Подготовка к заключению договора

#### Русская делегация
26 января 1686 года после известия об осаде Албазина из Москвы было отправлено «великое полномочное посольство» для заключения с Империей Цин мирного договора. Организацией посольства занимался известный дипломат царевны Софьи — князь Василий Голицын. В состав посольства вошли три посла: 35-летний стольник Фёдор Головин (ранее служил на астраханском воеводстве), нерчинский воевода Иван Власов и дьяк Семён Корницкий. Их сопровождала дворянская свита с переводчиком латинского языка Андреем Белобоцким. Охранный полк посольства составил 506 московских стрельцов и 1400 казаков. Обоз посольства состоял из 270 подвод с продовольствием, боеприпасами и товарами.
Инструкция Посольского приказа велела придерживаться того, что маньчжурская сторона незаконно начала войну; переговоры должны были проходить исключительно на российской территории. Послы должны были передать маньчжурской стороне, что в Даурию посланы «несчётные и несметные сильные войска». Настаивать необходимо было на границе по всему течению реки Амура. В случае отказа после «долгих пространных разговоров» — склонить маньчжурскую сторону к границе по Амуру до его левых притоков Зеи и Буреи. В крайнем случае граница должна была пройти у Албазина, а посол был бы убит, в случае отказа — достичь перемирия, после чего начать военные действия.
Спустя два месяца Головин прибыл в Тобольск, где набрал крестьян и ссыльных. В конце сентября того же года посольство добралось до Рыбного острога на Ангаре, где вынуждено было остаться на зиму. В это время пришло известие о согласии императора Империи Цин заключить мир. В сентябре 1687 года Головин достиг Удинского острога, откуда через русского гонца просил маньчжурскую сторону начать переговоры. В январе 1688 года монгольское войско начало войну, безуспешно осадило Селенгинский и Удинский остроги. Головин получил из Москвы разрешение оставить Албазин в случае заключения мира. В случае срыва переговоров Головин должен был передать маньчжурской стороне, что «великие государи их царское величество изволяют быть границею Амуру реке и с сего времени их царского величества русские служилые и ясачные люди ни для каких промыслов за Амур реку ходить не будут, а на сю албазинскую сторону их китайских людей не пустят». Судя по присылаемым из Москвы инструкциям, царское правительство плохо представляло себе сложность ситуации на восточной границе, угрожая смертной казнью в случае ссоры с маньчжурской стороной. Осенью 1688 года Головин прибыл в Нерчинск, где император Империи Цин пожелал провести переговоры.

#### Делегация Империи Цин
Ф. Головин и Сонготу
Ранее маньчжурское правительство, захватившее власть в Китае в конце XVII века, не вело переговоры с иностранными государствами. До столкновения с русскими император Канси рассчитывал на лёгкое овладение Приамурьем из-за малочисленности русских. В мае 1688 года было сформирована маньчжурская делегация в составе трёх послов: князя Сонготу, дяди императора Тун Гуегана и Лантаня (руководил осадами Албазина); а также свиты из чиновников и военачальников, и иезуитов-переводчиков латыни — португальца Тормаса Перейры и француза Жана Франсуа Жербильона. Переводчики к русским были настроены враждебно.
Император не спешил с заключением договора, пока не получил известие о возможном союзе русских с Джунгарским ханством. 20 июля 1689 года маньчжурские послы на 76 военных судах доплыли до Нерчинска. В то же время к Нерчинску подступила цинская армия с обозом в пять тысяч лошадей и четырёх тысяч верблюдов. Армия и флот насчитывали около 15 тысяч воинов. В Нерчинском гарнизоне находилось около 600 русских. 9 августа в Нерчинск прибыл Головин.

### Историческая роль эвенков
При заключении Нерчинского договора решающее значение сыграла силовая поддержка и находчивость эвенков под предводительством Павла Петровича Гантимурова (Катаная) — старшего сына князя Гантимура. К моменту начала переговоров Нерчинск был осаждён 15-тысячным маньчжурским войском. Кроме этого, русских неожиданно предали монголы-онкоты, находившиеся до этого под российским подданством. При таком численном превосходстве переговоры могли смениться захватом Нерчинска маньчжурами или привести к однозначно выгодным для них условиям договора. Русское немногочисленное войско поддержали конные эвенки Павла Петровича Гантимурова, применившего военную уловку — ложное движение войск, имитировавшее прибытие новых сил. Заключение относительно благополучных условий Нерчинского договора оказалось возможным при непосредственной дипломатической роли Павла Петровича Гантимурова, который был единственным компетентным лицом «по китайским делам» не только в окружении Нерчинского воеводы, но и во всем русском государстве.

### Переговоры
12 августа 1689 года послы встретились на условленном месте — в поле между реками Шилкой и Нерчею в полуверсте от Нерчинска. Напротив друг друга были поставлены два шатра. Русский шатёр был покрыт турецкими коврами, посреди него находился стол с креслами, на столе стояли часы с золотой чернильницей. Маньчжурский шатёр был покрыт простым полотном. По словам Жербильона, на русских послах были кафтаны из золотой парчи. Переговоры проходили на латинском языке (цинские послы не пожелали говорить на монгольском языке). Маньчжуры большое значение придавали границе и совсем незначительное вопросу торговли. На переговорах они придерживались установления границы по Амуру и по Аргуни до её верховья. Головин показал верительную грамоту, а цинские послы — императорскую печать. Переговоры начались с предъявления русскими жалобы на то, что богдыхан начал войну без предварительного объявления. На что цинские послы указали на самовольную постройку русскими Албазина и вред, причинённый ими подданным богдыхана. И после того, как богдыхан овладел городом, он отпустил русских при условии, что они не вернутся. Но русские вернулись и заново отстроили Албазин. Узнав об этом, богдыхан вновь осадил город. Они утверждали, что Даурия принадлежит императору со времён Александра Македонского и Чингисхана, потомками которого якобы являлась правящая династия Цин. Головин отвечал, что население Даурии давно платит ясак русским. Он предложил, «чтобы быть границей реке Амуру до самого моря»: левая сторона реки — России, правая — Империи Цин. 13 августа переговоры прошли под угрозой срыва. По словам Головина, знавшего латынь, переводчик Жербильон искажал речь маньчжурских послов. Получив от русских отказ отдать Даурию, цинские послы наконец пошли на уступки и предложили установить границу по реке Шилке до Нерчинска. Головин настаивал на границе по Амуру. Русские решили подкупить иезуитских переводчиков через обещания Андрея Белобоцкого. Те согласились, признавшись, что маньчжурские послы им не доверяют.
В течение двух недель с 14 по 27 августа послы вели переговоры заочно через переводчиков. Иезуиты тайно приняли от русских подарки пушниной и продуктами, пообещав доводить до сведения о намерениях маньчжурских послов. В этот период Нерчинск был оцеплен со всех сторон цинским войском, находясь на осадном положении. Маньчжурские пушки были направлены на город. К 18 августа цинские послы пошли на новые уступки, предложив провести границу по рекам Горбице, Шилке и Аргуни. В ответ на отказ русских цинские войска с 20 по 23 августа приготовились штурмовать Нерчинск, после чего Головин предложил установить границу по Албазину, который может быть разорён. Цинские послы не согласились. Жители города готовились к нападению. 21 числа цинские послы отправили Головину «последнее» предложение провести границу по Горбице, Шилке и Аргуни. Они также сообщили, что знают о великом войске России, которое даже за два года не может прибыть в Даурию из Москвы. 23 августа русские с учётом начавшегося массового перехода местных бурят в подданство Империи Цин были вынуждены пойти на предложение Сонготу. В тот же день сторонам удалось согласовать условия договорённостей. 24 числа переговоры продолжались с угрозой их срыва из-за угроз со стороны цинских послов. Русские продолжали тайно одаривать иезуитов мехами. Цинские послы поначалу отказывались включать в текст договора положение о торговле, считая, что он будет им «в безчестье». К 26 августа стороны преодолели разногласия.

### Заключение договора
27 августа в 50 саженях от надолбов Нерчинска состоялись последние переговоры. Здесь были поставлены шатры сторон. Переводчики зачитали текст договора. Русским, не имевшим переводчика маньчжурского языка, пришлось поверить иезуитам, уверявшим в аутентичности маньчжурского экземпляра договора. Здесь же было принято решение совместно подписать экземпляры договора на латыни, скрепив их печатями обоих государств. Головин и Соготу принесли клятву соблюдать заключённый договор, обменялись экземплярами и обняли друг друга. 30 августа маньчжурские послы вместе с армией и флотом отправились в Пекин. Головин через Иркутск направился в Москву. Успевший застать русских послов гонец сообщил им, что император был очень рад, узнав о заключении договора.
Позднее правительство Империи Цин было разочаровано заключением договора и требовало от российских властей разграничения территорий в Монголии и по ходу Станового хребта до реки Уды. Российское правительство по приезде Головина было недовольно потерей Амура, участник посольства Степан Коровин был подвергнут допросу. Несмотря на это, Софья наградила участников миссии золотыми угорскими наградными монетами (бывшими копиями венгерских золотых дукатов) разного достоинства.

## Договор
Нерчинский договор состоял из 7 статей. Тексты договора начинались с титулов монархов двух государств и имён послов. Первые три статьи регламентировали установление границы. Вторая, пятая и шестая статьи действовали до середины XIX века.
Статья 1-я установила границу между Русским государством и Империей Цин по реке Горбице — левому притоку Шилки. Далее от верховьев Горбицы в направлении к Охотскому морю граница следовала по вершинам Станового хребта. Из-за отсутствия соответствующих полномочий у русских послов земли между бассейном Уды, признававшимся российской территорией, и горами по северной границе бассейна Амура (хребты Кивун и Тайканский), признававшегося китайской, оставались спорными, разграничение откладывалось на будущее.
Бассейн Амура в XVII веке был плохо знаком русским. По тексту статьи невозможно точно определить, по какому ответвлению «Каменных гор» — то есть Становому хребту: Джугджур, Буреинский хребет, Ямалин или какому-то другому была установлена граница. Вопрос вызывала и упомянутая река Горбица, поскольку позднее оказалось, что есть две реки с таким названием: одна из них — левый приток Шилки, другая (впоследствии переименованная в Амазар) — приток Амура у бывшего города Албазина. Неясна была граница по верховьям Аргуни, исток которой располагался между Восточной Монголией и Западной Маньчжурией.
Статья 2-я установила границу по реке Аргуни: от устья до верховьев. Русские строения переносились на левый берег.
Статья 3-я обязывала русских разорить свой город Албазин.
Статья 4-я запрещала сторонам принимать перебежчиков через границу.
Статья 5-я разрешала торговлю подданных сторон, закрепляла свободу перемещения всем людям с проезжими грамотами.
Статья 6-я вводила высылку и наказание за совершение разбоя или убийства подданными, перешедшими границу.
Статья 7-я позволяла Империи Цин на своей территории установить пограничные знаки.
Дополнительный пункт обязывал «в Албазинских местах никакому строению с обеих сторон не быть». Заканчивался текст договора указанием на заключение договора при границах русской Даурской земли лета 1797-го, августа 23 дня. Сохранились подлинники договора на маньчжурском и латинском языках. Русский оригинал, переданный маньчжурам в момент заключения договора, видимо, был утрачен; до наших дней его текст дошёл в копиях и «Статейном списке» Ф. Головина.

## Оценки

### В российской историографии
В российской и советской историографии XIX—XX веков Нерчинский договор оценивался историками неоднозначно: как равноправный и как неравноправный и поражение российской дипломатии. Так, П. В. Шумахер в журнале «Русский архив» во второй половине XIX века отмечал, что «и в деле Головина, при всей его неудаче, заключалась та хорошая сторона, что один из пунктов Нерчинского договора был, некоторым образом, поводом к возобновлению… вопроса об Амуре».
Договор оценивался как равноправный, не ущемляющий права сторон, выгодный для России: П. Т. Яковлевой (Первый русско-китайский договор 1689 года, 1958), Б. Г. Щебеньковым (Русско-китайские отношения в XVII в., 1960). В 1960-е годы возобладала противоположная трактовка. Так, В. М. Хвостов в 1964 году так оценивал документ: «…Этот договор, подписанный представителями русского правительства под угрозой со стороны превосходящих маньчжуро-китайских войск, был вовсе не равноправным, а навязанным силой актом, причём в роли захватчика и насильника выступала Китайская империя». В. А. Александров (Россия на дальневосточных рубежах (вторая половина XVII в.), 1969) считал, что договор породил оккупацию Китаем территорий, занятых Россией во второй половине XVII века. В. С. Мясников (Империя Цин и Русское государство в XVII в., 1980) считал, что договор был подписан под угрозой применения силы со стороны Китая. Г. В. Мелихов (О северной границе вотчинных владений маньчжурских (цинских) феодалов в период завоевания ими Китая, 1982) отмечал, что «Маньчжуро-китайские власти… воспользовавшись своим военным превосходством… прибегли к военным действиям и военному шантажу на… переговорах».

### В китайской историографии
В китайской историографии Нерчинский договор рассматривался как победа над русскими, покусившимися на исконно китайские земли. Многие китайские источники рассматривают договор как уступку в сторону России. Современная историография Нерчинский договор признаёт равноправным, при этом Айгунский (1858) и Пекинский (1860) договоры — неравноправными.
В 1926 году Китай предложил правительству СССР вернуться к границам Нерчинского договора.